# Slaget vid Pressnitz
Slaget vid Pressnitz utspelades den 27 mars 1641 under trettioåriga kriget. En kejserlig här under Ottavio Piccolomini besegrade fältmarskalken Johan Banérs svenska trupper.